# アレクサンドル・バシライア
アレクサンドル・バシライア（ジョージア語: ალექსანდრე ბასილაია, ラテン文字転写: Alexander Basilaia, 1942年3月11日 – 2009年10月3日）は、グルジアの映画音楽やポピュラー音楽の作曲家、作詞家。
1968年に音楽グループのVIAイヴェリア(VIA Iveria)を結成、1970年代から1980年代にかけてソビエト連邦で広く人気を誇った。グループ名は古代のグルジア王朝から取っている。